# Dienbienia namnuaensis
Dienbienia namnuaensis är en fiskart som beskrevs av Nguyen 2002. Dienbienia namnuaensis ingår i släktet Dienbienia och familjen grönlingsfiskar. Inga underarter finns listade i Catalogue of Life.